# SN 1999ee
SN 1999ee – supernowa typu Ia odkryta 18 października 1999 roku w galaktyce IC5179. Jej maksymalna jasność wynosiła 14,93m.